# Tears of Pearls
"Tears of Pearls" és una cançó de Savage Garden inclosa en el seu àlbum de debut i epònim. Fou el setè i darrer senzill extret d'aquest disc i es va publicar exclusivament en alguns països d'Europa l'any 1999.
Una remescla de la cançó titulada "Tears on the Dancefloor Mix" fou inclosa posteriorment en l'àlbum de remescles The Future of Earthly Delites. El videoclip del senzill, dirigit per Adolfo Doring, mostra material fotogràfic de la seva gira Future of Earthly Delites.

## Llista de cançons
CD Senzill
1. "Tears of Pearls" − 3:48
2. "Love Can Move You" − 4:45

Maxi-CD
1. "Tears of Pearls" − 3:48
2. "Santa Monica" (directe a Hard Rock Cafe) − 3:41
3. "Love Can Move You" − 4:45